# Totengässlein

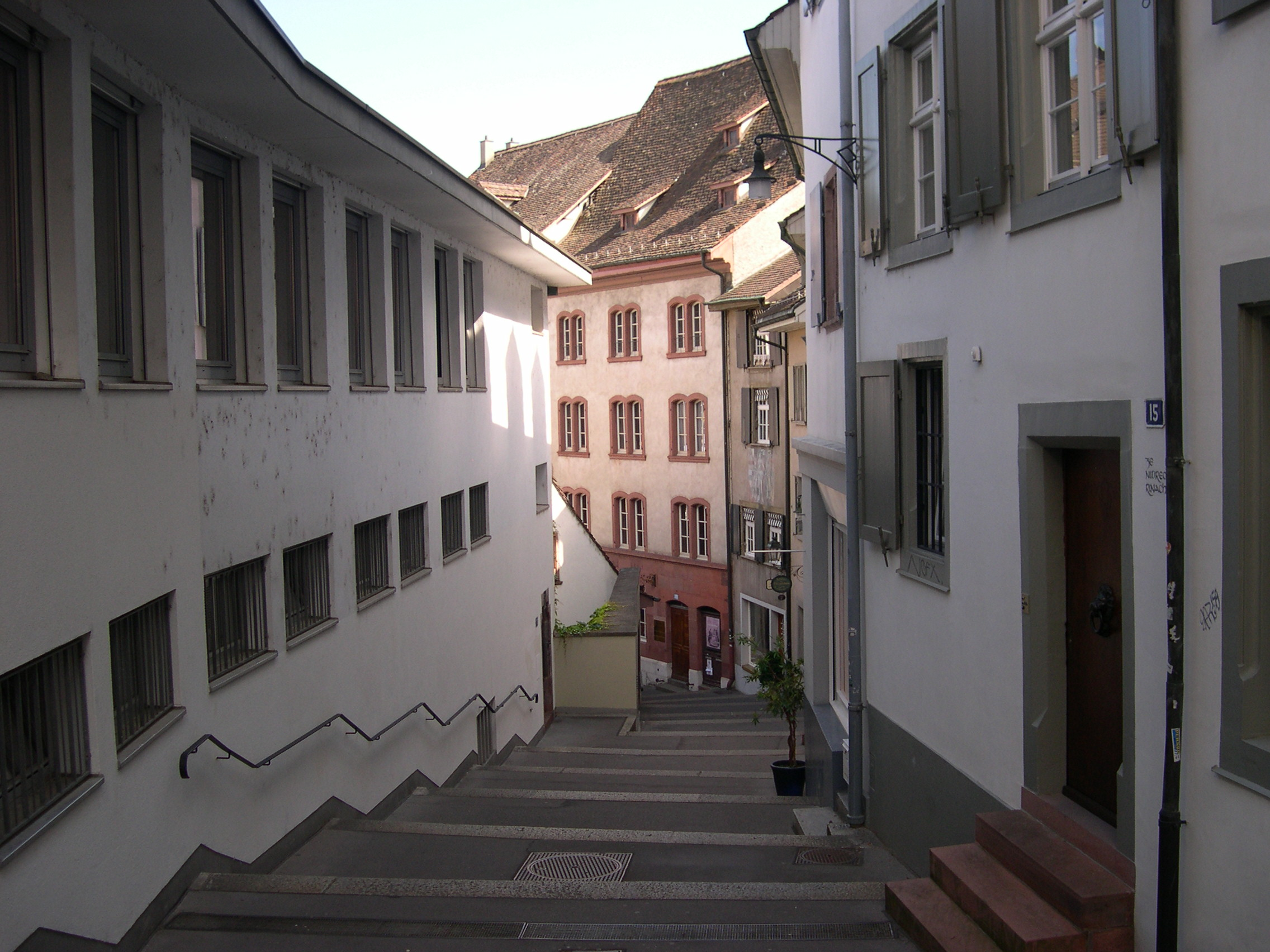
Totengässlein

Das Totengässlein in Basel liegt mitten in der Grossbasler Altstadt. Es ist ein sogenannter Totenweg, über den früher die Särge der Toten zum Friedhof gebracht wurden.

## Lage und Namensgebung
Die Gasse verbindet die Petersgasse mit dem Nadelberg in Grossbasel in der Nähe des Marktplatzes, wo auch das berühmte Rathaus der Stadt Basel steht. Es verbindet somit die Innenstadt mit der Peterskirche. Dort verläuft es weiter der südlichen Kirchenflanke entlang.
Das Totengässlein bekam seinen Namen offiziell 1861. Im Mittelalter verbreitete sich die Legende, dass in dieser Gasse beim berühmten Basler Erdbeben 1356 sehr viele Menschen ums Leben gekommen seien. Der Name war schon im 13. Jahrhundert unter dem Begriff «Totgassun» bekannt. Über das Totengässlein wurden die Verstorbenen zur Peterskirche getragen und anschliessend auf dem Friedhof beerdigt.

## Bauwerke

### «Haus zum Sessel»

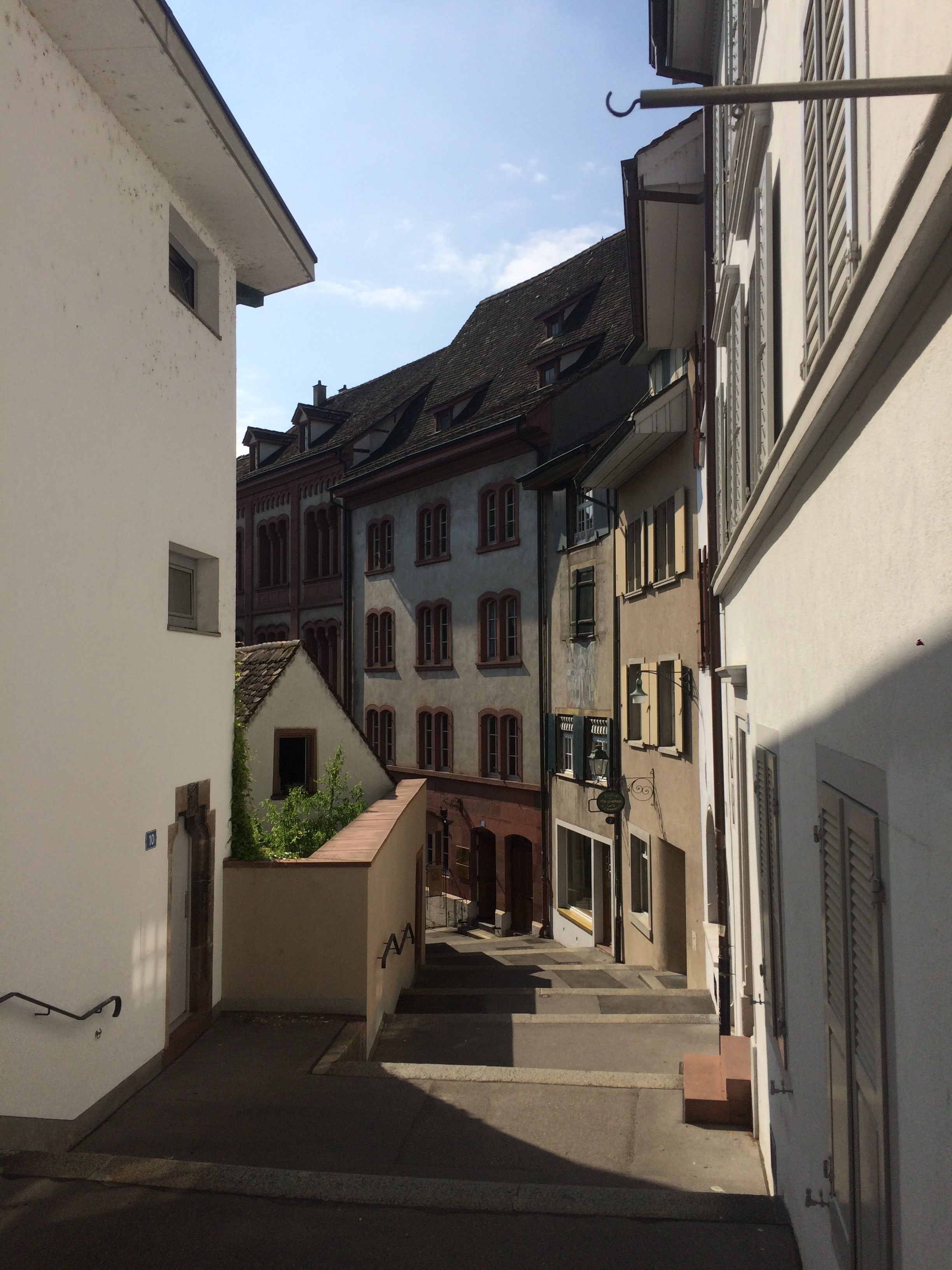
«Haus zum Sessel» im Totengässlein

Im unteren Teil des Totengässleins liegt das «Haus zum Sessel». Dort richtete ab 1480 der Buchdrucker Johann Amerbach eine Buchdruckerei ein. 1507 wurde das Haus von Johann Froben übernommen, welcher ebenfalls ein berühmter Buchdrucker war. Frobenius druckte unter anderem Werke von Erasmus von Rotterdam im «Haus zum Sessel». Dazu gehören auch Hans Holbein und sein Bruder Ambrosius, sowie der Formenschneider Urs Graf.  Das Gebäude wurde zum Zentrum des Basler Humanismus. Viele von dessen Vertretern konnten sich durch die Arbeit in der Druckerei einen Namen machen und ihre Lateinkenntnisse verbessern. Unter den Lektoren, Autoren und Herausgebern befanden sich Personen, welche heute noch von grosser Bedeutung sind. Darunter war auch Sebastian Brant, welcher von 1475 bis 1500 in Basel lebte. Während dieser Zeit gab er 1494 eines seiner berühmtesten Werke, Das Narrenschiff, heraus. Brant gilt heute als «Wegbereiter des Humanismus am Oberrhein». Eine weitere wichtige Person, welche im «Haus zum Sessel» gearbeitet hat, war Johannes Oekolampad, welcher 1515 als Korrektor in der Druckerei tätig war.
Im «Haus zum Sessel» wurde ab dem Jahr 1599 nicht mehr gedruckt. Im 17. und 18. Jahrhundert verlor das Gebäude seine Bedeutung als berühmte Druckerei und Zentrum des Humanismus. Durch Anna Maria Preiswerk-Iselin wurde ein Teil des Hauses renoviert und 1814 zog die obrigkeitliche Töchterschule in das «Haus zum Sessel». Dies war die erste staatliche Mädchenschule in Basel. Da das Gebäude in die Jahre gekommen war und die Anzahl der Schülerinnen stark anstieg, war ein Neubau nötig. Die Fassade ist jedoch erhalten geblieben und vom Architekten Amadeus Lukas Merian neu gestaltet worden. Heute befindet sich in diesem Gebäude das Pharmazie-Historische Museum der Universität Basel.

### Stadthaus
Das Totengässlein trifft mit der Stadthausgasse zusammen. An diesem Strasseneck befindet sich das denkmalgeschützte Stadthaus, welches in den Jahren 1771 bis 1776 errichtet wurde. Es war von Samuel Werenfels entworfen worden, welcher zu jener Zeit einer der angesehensten Architekten in Basel war. Es gilt als eines der wichtigsten und prachtvollsten Gebäude der Stadt. Ursprünglich wurde das Stadthaus als Postgeschäft errichtet und war gleichzeitig der Sitz des Direktoriums der Kaufmannschaft. Die Post zog 1853 in die nahegelegene Rüdengasse. Im Stadthaus sind viele prachtvolle Säle vorhanden, welche für eidgenössische Tagsatzungen und Versammlungen der Abgesandten der Orte der alten Eidgenossenschaft verwendet wurden. Als der Sohn von Napoleon Bonaparte, welcher zu dieser Zeit in Basel war, 1811 zur Welt kam, wurde im Stadthaus ein grosses Fest organisiert.
In diesem Gebäude wurde 1845 einer der berühmtesten Briefmarken von Basel verkauft. Es handelt sich um das Basler Dybli, das vom Architekten Melchior Berri gestaltet wurde. Dies war die erste Briefmarke, welche in drei Farben und mithilfe des Prägedrucks hergestellt wurde. Der Preis betrug damals 2,5 Rappen, während ein Baslerdybli im Jahr 2014 für 100'000 CHF versteigert wurde.
Die 1875 neu formierten Bürgergemeinde übernahm 22 Jahre später das Gebäude.

### Stube der Basler Goldschmiede
Wo das Totengässlein auf den Nadelberg trifft, lag im 14. Jahrhundert die Gesellenstube der Basler Goldschmiede. Die Stube lag einige Jahre lang dort und zog anschliessend in die Gasse zur Lehen. Diese liegt in der Nähe des Münsters. Später wechselte sie ihren Sitz in das «Haus zum Bären» an der Freien Strasse.